# نصرت‌الله وحدت
نصرت‌الله وحدت (زاده ۱۶ شهریور ۱۳۰۴، اصفهان – درگذشته ۱۵ مهر ۱۳۹۹، تهران) کارگردان و بازیگر سینما و تئاتر ایران بود.

## زندگی هنری
وحدت یکی از پایه‌گذاران تئاتر اصفهان بود و از ۱۸ سالگی در تئاتر حرفه‌ای حاضر شد. شیرینی بیان و کلامش دلها را شاد و مجذوب خویش می‌کرد و سر انجام به دنیای شیرین کمدی و شادی آفرینی روی آورد. نخستین نمایش او «خلیفه یک روزه» در تئاتر المپ بود و پس از آن سال‌ها به همراه رضا ارحام صدر در این تئاتر و تئاتر سپاهان فعالیت کرد.
وی پس از مدتی وارد سینما شد. او می‌گوید: «از زمانی که به عرصه سینما راه یافتم روزها روی صحنه فیلمبرداری بودم و شب‌ها ساعت ۶ به تئاتر می‌رفتم و تا ساعت ۸ تمرین می‌کردم که ساعت ۸ موقع اجرای عمومی بود» وحدت علاوه بر بازیگری در عرصه کارگردانی نیز موفق بود. او همچنین در بسیاری از فیلم‌ها کارگردانی سناریو را به عهده داشت.
وحدت در بیش از ۴۳ فیلم حضور داشته‌است. فیلم عروس فرنگی ساخته سال ۱۳۴۳ یکی از برترین کارهای اوست. این فیلم اولین فیلم ایرانی بود که در جشنواره آسیایی موفق به دریافت جایزه دلفین طلایی شد. او می‌گوید: «این تندیس را چندین سال قبل به موزه سینما اهدا کردم.»
وحدت در آخرین سال فعالیتش در سینما (۱۳۵۷) دربارهٔ خنداندن تماشاگران گفت: «خنداندن مردم مشکل شده‌است دیگر با این همه گرفتاری نمی‌توان مردم را سر شوق آورد. خندیدن زمینه مستعد روحی می‌خواهد، وقتی کسی روحیه شادی داشته باشد و به سینما بیاید و با یک حرف یا یک حرکت خنده دار قهقهه سر می‌دهد؛ اما وقتی به فکر هزار گرفتاری است چه طور می‌تواند بخندد» وی در مورد فعالیت‌های هنری خود در سی سال اخیر گفت: «متأسفانه بعد از انقلاب ۵۷ فعالیت هنری چندانی نداشتم. تنها فعالیتم محدود به اجرای دو، سه نمایش خارج از ایران می‌شود و تقریباً در طول این سال‌ها خانه‌نشین شده‌ام و مشغول نوشتن خاطرات خود هستم.»
حضور در مراسم بزرگداشت رضا ارحام صدر که پس از مرگ او در اواخر آذر ماه سال ۱۳۸۷ برگزار شد یکی از فرصت‌هایی بود که مردم وحدت را دیدند و همین موضوع موجب ابراز احساسات مردم نسبت به وی در طی مراسم تشییع شد.
وی پس از انقلاب دیگر فعالیت نکرد و تا پایان عمر در تهران زندگی کرد.

## درگذشت
نصرت‌الله وحدت در ۱۵ مهر ۱۳۹۹ به دلیل کهولت سن و سینه‌پهلو در سن ۹۵ سالگی در بیمارستان ایرانمهر تهران درگذشت. همسرش فروغ رجایی در ۲۲ اردیبهشت ۱۳۹۹ چند ماه قبل از وی درگذشت. پیکر او در تاریخ ۱۸ مهر ۱۳۹۹ در قطعه هنرمندان بهشت زهرا قرار گرفت.

## آثار

### کارگردانی و بازیگری
- پنجمین ازدواج (۱۳۳۴)
- آسمون‌جل (۱۳۳۸)
- مرغابی سرخ‌کرده (۱۳۴۰)
- مسافری از بهشت (۱۳۴۲)
- عروس فرنگی (۱۳۴۳)
- مردی در قفس (۱۳۴۴)
- زبون‌بسته (۱۳۴۴)
- یک قدم تا بهشت (۱۳۴۵)
- نیم‌وجبی (۱۳۴۶)
- ماجرای شب ژانویه (۱۳۴۷)
- شکار شوهر (۱۳۴۷)
- دو دل و یک دلبر (۱۳۴۸)
- تاکسی عشق (۱۳۴۹)
- اجل معلق (۱۳۴۹)
- شوهر پاستوریزه (۱۳۵۰)
- زندگی وارونه (۱۳۵۰)
- تولدت مبارک (۱۳۵۱)
- لج و لجبازی (فیلم ۱۳۵۱) (۱۳۵۱)
- ناخدا با خدا (۱۳۵۲)
- کی دسته گل به آب داده؟ (۱۳۵۲)
- خوشگذران (۱۳۵۲)
- فرار از بهشت (۱۳۵۳)
- شوهر کرایه‌ای (۱۳۵۳)
- نقص فنی (۱۳۵۵)
- شوهر جونم عاشق شده (۱۳۵۵)
- یک اصفهانی در سرزمین هیتلر (۱۳۵۶)

### فقط بازیگری
- دختر سر راهی (۱۳۳۲)
- خورشید می‌درخشد (۱۳۳۵)
- نردبان ترقی (۱۳۳۷)
- قاصد بهشت (۱۳۳۷)
- شانس و عشق و تصادف (۱۳۳۸)
- روزنه امید (۱۳۳۸)
- عروسک پشت پرده (۱۳۳۹)
- صفرعلی (۱۳۳۹)
- دنیای پول (۱۳۴۴)
- مردی از اصفهان (۱۳۴۶)
- سرود زندگی (۱۳۴۸)
- نوبر اصفهان (۱۳۴۹)
- عشقی‌ها (۱۳۵۰)
- یک اصفهانی در نیویورک (۱۳۵۱)
- لج و لجبازی (۱۳۵۱)
- مشکل آقای اعتماد (۱۳۵۶)
- روزهای بی‌خبری (۱۳۵۶)